# 1740-е годы в театре
1740-е годы в театре

## Знаменательные события
- Дэвид Гаррик дебютировал на сцене в 1741 году, исполнив заглавную роль в «Ричарде III» Шекспира
- в 1747 году Дэвид Гаррик стал директором королевского театра «Друри-Лейн».

## Персоналии

### Родились
- в 1740 или 1741 году (точная дата рождения неизвестна) — Майкл Арн, английский театральный композитор, автор опер и музыки к драматическим спектаклям.
- 9 февраля 1741 года в Льеже — Андре Гретри, французский композитор бельгийского происхождения, классик французской комической оперы.
- 28 декабря 1741 года в Мангейме — Максимилиан Гардель, французский хореограф и танцор, балетмейстер парижской Национальной оперы.
- 14 августа 1742 года в Марселе — Аллар, Мари, французская балетная танцовщица.
- 19 августа 1742 года в Монпелье — Жан Доберваль, французский танцовщик и балетмейстер, артист Королевской академии музыки, создатель комедийного балета.
- в 1743 году в Париже — Мари-Мадлен Гима́р, французская артистка балета, танцовщица Королевской Академии музыки.
- в 1747 году в Великобритании — Майкл Меддокс, английский инженер, театральный антрепренёр, основатель Петровского театра.